# Mario Kart 8 Deluxe
Mario Kart 8 Deluxe este un joc video din 2017 dezvoltat și publicat de Nintendo pentru consola Nintendo Switch.

## Moduri de joc
- Grand Prix - Se joacă patru curse diferite una după alta, și se oferă un trofeu persoanei cu cele mai înalte poziții.
- VS Race - Se joacă curse la alegere, cu anumite condiții presetate.
- Battle - Jucătorii se atacă unii pe alții pentru a câștiga puncte. Uneori trebuie să colecteze cât mai multe monede.